# パニッシャー (2004年の映画)
『パニッシャー』（The Punisher）は、マーベル・コミックの同名のキャラクターをベースにした2004年のアメリカのヴィジランテ・アクション映画。

## 概要
ジョナサン・ヘンズリーが監督、ヘンズリーとマイケル・フランスが脚本を務め、トーマス・ジェーンがアンチヒーローのフランク・キャッスルを、ジョン・トラボルタがキャッスルの家族全員の死を命じる犯罪組織のボス、ハワード・セイントを演じている。
この映画のストーリーとプロットは、主に2つのパニッシャー・コミック・ブックのストーリーに基づいている。『The Punisher: Year One』と『Welcome Back, Frank』の2つのコミックストーリーを中心に、『Marvel Preview Presents: The Punisher #2』、『Marvel Super Action Featuring: The Punisher #1』、『The Punisher War Zone』、『The Punisher War Journal』など、他のパニッシャー作品のシーンも登場する。この作品は、2003年半ばから後半にかけて、フロリダ州タンパとその周辺で撮影が行われた。1989年に同名の映画をDVD化したアルチザン・エンターテインメントが出資し、アルチザン・エンターテインメントの所有者であるライオンズゲートと共同で配給を行い、コロンビア・ピクチャーズが北米以外の地域で配給を行った。脚本家のジョナサン・ヘンズリーは、マーベル・スタジオとの対立にもかかわらず、開発段階で本作の監督を引き受け、監督デビューを果たした。
2004年4月16日にライオンズゲート・フィルムとコロンビア・ピクチャーズによって公開され、米国での公開週末に1,300万ドルの興行収入を記録し、3,300万ドルの製作費に対して5,400万ドルの総興行収入を挙げた。Rotten Tomatoesでは29％の支持率を記録した。マーベルコミックとライオンズゲートは、続編『パニッシャー2』の開発に着手したが、しかし、ジェーンとヘンズリーが創造性の違いからプロジェクトを離れたため、2008年にリブート版『パニッシャー: ウォー・ゾーン』が製作された。本作は、アーティザン・エンタテインメントが劇場配給する最後の作品となった。

## ストーリー
暗黒街に君臨する資産家ハワード・セイントは溺愛する次男ボビーがFBIの武器取引のおとり捜査に引っかかり、殺害される。報復として現場の第一人者であったFBI潜入捜査官フランク・キャッスルとその家族の殺害にセイントの手下達が向かう。ただ一人生き残ったフランクは数か月経ってもセイント達が裁かれておらず、法律の限界を知る。セイントの所有するビルに向かったフランクはそのビルの中の資金洗浄されたドルの札束を脅して上の階から降らせ、金の一部を自分のものにする。セイントの金の積んだボートもクレイモア地雷で爆破する。コンパウンドボウ、M203 グレネードランチャーをつけたM4カービン、ソードオフ・ショットガン、ボディアーマー、爆弾等で武装したフランクはセイントの店に向かい、セイントを車につなぎ引きずらせ、つないだ車は爆弾で炎上する駐車場に進みセイントは死ぬ（この時上空から見ると髑髏の紋様が浮かび上がる）。復讐を果たしたフランクは住んでいたアパートで世話になった人達に札束を置いていき、パニッシャーとして悪人を制裁していく旅に出る。

## 登場人物
フランク・キャッスル / パニッシャー
元デルタフォースのFBI捜査官。隊員として培った戦闘能力をはじめ、致命傷でなかったとはいえ銃弾を数発くらっても生き延びた生命力を併せ持つ。セイント一家の報復により妻子など家族を殺され、自身も殺されそうになるが一命をとりとめ、私刑執行人となる。語学堪能でもあり、六か国語を操ることができ、作中でもロシア語を披露している。作中で野球の話をする場面があるが、少なくともニューヨーク・ヤンキースのファンではない模様。
ハワード・セイント
家族に対する愛情は深いが、それは独占欲が強く正気でないレベル。フランクの謀略によりクエンティンとリヴィアに不倫の疑いをかけて殺害してしまう。
マリア・キャッスル
フランクの妻。
ウィル・キャッスル
フランクとマリアの息子。仕事で忙しい父に辟易しているが、それでも父親を愛する優しい性格。フランクが後にパニッシャーとして着る衣装を買った人物でもある。
フランク・キャッスル・Sr
フランクの父。詳細は不明だが銃をコレクションしており戦闘にも長けている。マズルブレーキなどを取り付けたM1911A1が彼の形見となる。
リヴィア・セイント
ハワードの妻。フランクを家族ごと殺害するよう進言した張本人。クエンティンが同性愛者であることを何故か知っていた。
ジョン・セイント
ハワードの長男。
ボビー・セイント
ハワードの次男。序盤の武器取引のいざこざで突如現れたFBIに銃を向けられ、錯乱して射撃をしてしまったが、返り討ちにあい、死亡する。本来、この武器取引はミッキー単独の仕事だったが、父親を感心させたいという理由から、自身も乗った。父親から特に愛情を注がれていたようであり、13歳の頃まで服装を選んでもらっていたが、仕事が失敗した時には「親父に殺されちまう」と恐れていた。
クエンティン・グラス
セイントの組織の会計係で、セイントとは20年以上の付き合い。同性愛者。拷問や暴力を振るう事に躊躇いが無く、生粋のサディストである。策謀によってクエンティンと妻リヴィアとが浮気しているとフランクはセイントに思い込ませた。
ミッキー・デュカ
セイントの部下。クエンティンいわく「自家栽培のマリファナを売り、出来の悪い偽造パスポートをハイチ人に売りつけている小悪党」。ボビーとは自分のマリファナを買っていた仲で、資金援助もしてもらっていた。父親もセイントの部下で、セイント曰く、自分のために命を捧げてくれた人物とのこと。実際はセイント一家を快く思っていなかったようで、フランクに拷問を受けた際にも、これが理由で安易に裏切った。
ジミー・ウィークス捜査官
フランクのFBI時代の同僚。ボビーが死亡した事件にも携わっていた。裏金を使って迄カジノに通う程のギャンブル依存症で、ハワードに見つかりフランクの情報を漏らす。フランクにバレ、S&W M627スナブノーズで拳銃自殺を強いられる。
マイク・トロ
大柄。カジノを経営しているマフィア。セイント一家との「仕事仲間」であるが、フランクの活動で関係が破綻していく。
ジョー・トロ
小柄。カジノを経営しているマフィア。セイント一家との「仕事仲間」であるが、フランクの活動で関係が破綻していく。
ジョアン
フランクの引越し先のアパートの住人。仕事はダイナーのウェイトレス。
スパッカー・デイブ
同じくアパートの住人。顔がピアスだらけのゲーマー。クエンティンの拷問にも耐えフランクの居場所を白状しなかった。
ナサニエル・バンポ
同じくアパートの住人。肥満体の穏和な男。
ザ・ロシアン
ハワードがフランクに差し向けた刺客。巨漢で怪力。

## キャスト
| 役名                               | 俳優                          | 日本語吹替                                             |
| ---------------------------------- | ----------------------------- | ------------------------------------------------------ |
| フランク・キャッスル／パニッシャー | トーマス・ジェーン            | 小山力也                                               |
| ハワード・セイント                 | ジョン・トラボルタ            | 山路和弘                                               |
| クエンティン・グラス               | ウィル・パットン              | 大川透                                                 |
| ジョアン                           | レベッカ・ローミン=ステイモス | 斎藤恵理                                               |
| ナサニエル・バンポ                 | ジョン・ピネット              | 遠藤純一                                               |
| スパッカー・デイブ                 | ベン・フォスター              | 楠大典                                                 |
| ミッキー・デュカ                   | エディ・ジェイミソン          | 渡辺穣                                                 |
| リヴィア・セイント                 | ローラ・ハリング              | 林真里花                                               |
| フランク・キャッスル・Sr           | ロイ・シャイダー              | 小山武宏                                               |
| マリア・キャッスル                 | サマンサ・マシス              | 水落幸子                                               |
| ウィル・キャッスル                 | マーカス・ジョーンズ          | 細野雅世                                               |
| マイク・トロ                       | エドゥアルド・ヤネス          | 乃村健次                                               |
| ジョー・トロ                       | オマール・アヴィラ            | 上田燿司                                               |
| ジョン・セイント                   | ジェームズ・カーピネロ        |                                                        |
| ボビー・セイント                   | ジェームズ・カーピネロ        |                                                        |
| ジミー・ウィークス捜査官           | ラッセル・アンドリュース      |                                                        |
| ザ・ロシアン                       | ケビン・ナッシュ              |                                                        |
| その他                             | N/A                           | 飯島肇 白熊寛嗣 矢野裕子 野中秀哲 浦山迅 青山穣 辻親八 |
| 日本語版制作スタッフ               |                               |                                                        |
| 演出                               | 演出                          | 久保宗一郎                                             |
| 字幕翻訳                           | 字幕翻訳                      | 風間綾平                                               |
| 吹替翻訳                           | 吹替翻訳                      | 松崎広幸                                               |
| 調整                               | 調整                          | オムニバス・ジャパン                                   |
| 制作                               | 制作                          | 東北新社                                               |

## 製作
マーベル・スタジオは、1997年に早くもパニッシャーの新作映画の開発に着手した。2000年、マーベルはアルチザン・エンターテインメントと長期契約を結び、同社が所有する15のキャラクターを映画やテレビ番組にすることを決定し、その中に『パニッシャー』が含まれ、ゲイル・アン・ハードが製作を担当した。『パニッシャー』は、マーベルが出資者として独立系の大作映画を製作する最初の作品となった。出資者とは、低予算の映画にキャラクターやクリエイティブなサポートを提供し、その代わりに負のコストを負担するというものである。2002年4月に脚本家のジョナサン・ヘンズリーが契約し、『パニッシャー』はヘンズリーの監督デビュー作となった。本作のストーリーとプロットは、コミック「パニッシャー」の2作品『Welcome Back, Frank』と『The Punisher: Year One』をベースにしている。ヘンズリーは、『Welcome Back, Frank』は4時間の映画になりそうだったので、『Welcome Back, Frank』の影響の多くを取り除かなければならなかったと説明している。
撮影が始まる前に、ヘンズリーはスタジオから必要な製作費を与えられていなかった。ヘンズリーは、ほとんどのアクション映画の製作費が約6,400万ドルであることを知っていたが、彼に与えられたのはわずか3300万ドルで、撮影予算と映画のポストプロダクションに費やされたのはわずか1550万ドルで、撮影にかかる日数はわずか52日で、ほとんどのアクション映画に割り当てられた時間の半分だった。 ヘンズリーの元のスクリプトのほとんどは、予算の問題のために何度も編集および書き直す必要があった。 DVDの解説によると、映画の最初のシーンは湾岸戦争中にクウェートで設定された戦いだったが、予算削減の結果、このシーンを撮影することができなかった。
パニッシャーの主要影は、フロリダ州タンパで2003年7月に始まった 。撮影は52日間の撮影の後、2003年10月14日に終了した。
撮影中に、ライオンズゲート（当時はライオンズゲート・フィルムズ）がアルチザンを買収した。ヘンズリーは、この映画がライオンズゲートのインプリントで配給されているが、この映画とは何の関係もないと語っている。ライオンズゲートは、この映画の製作に許可を出していない。この映画はまだアルチザン・エンータテインメントの下にあった。

## 評価

### 興行収入
2004年4月16日に2,649の劇場で公開され、オープニングの週末には1,380万ドルの興行収入を上げ、『キル・ビル Vol.2』に次ぐ第2位となった。全米での興行収入は3,380万ドル、海外での興行収入は2,090万ドルで、全世界での累計興行収入は5,470万ドルとなっている。

### 批判的反応
Rotten Tomatoesでは、170人の批評家によるレビューをもとに、本作の支持率は29％、平均評価は4.5/10となっている。同サイトの批評家の合意は、「良いキャストが、この過剰に暴力的であり、ありきたりな復讐劇を高めることができなかった」となっている。Metacriticでは、36人の評論家のレビューをもとにした加重平均点が33点で、「全般的に好ましくない評価」となっている。
少数の批評家はこの映画を擁護しており、多くのコミック・ブック原作の映画と比較して、1960年代と1970年代の旧式のアクション映画への回帰がよくできていると述べている。

### ホームメディア
この映画は2004年9月7日にDVDで発売され、最初の5日間で約180万枚を売り上げ、初週のレンタル料が1,080万ドルとなり、その週のDVD売上高の1位となった。
2006年11月21日には、17分間の追加映像を収録したエクステンデッド・カットDVDが発売された。そのほとんどが、ジミー・ウィークス（ラッセル・アンドリュース）というキャラクターを中心に展開されており、キャッスルは、自分をハワード・セイントに売ったのが友人であることに気づきます。キャッスルはその報復として、ウィークスを自殺に追い込む。また、クウェートを舞台にしたモノクロのストップモーション・アニメーション・シーン（アーティストのティム・ブラッドストリートが原作と一部を担当）や、パニッシャー・コミックブック・ギャラリーも収録されている。また、マーク・コリーによる「In Time」のエクステンデッド・バージョンが、エクステンデッド・カットDVDのクロージング・クレジットに収録されています。このバージョンには、通常のDVDリリースの特典は含まれていない。
2006年6月27日に劇場用カットのみが収録された、Blu-ray Discが発売された。

## 続編の中止とリブート
ライオンズゲート・エンターテインメントは、マーベル・スタジオの会長兼CEOであるアヴィ・アラッドと一緒に、 『パニッシャー2』というタイトルの直接の続編を製作することを計画し、2番目の映画は「続編になる5番目のマーベルプロパティになる」と述べた。ジョナサン・ヘンズリーは、トーマス・ジェーンと再び仕事をすることに興味があると述べた。ジェーンは、悪役はジグソウなるだろうと語った。このプロジェクトは3年以上開発が続いていた。ジョナサン・ヘンズリーが脚本の第1稿を完成させたが、2006年頃に撤退した。ジョン・ダールが監督を務めることになっていたが、脚本の質の問題と、スタジオがこのプロジェクトに多額の費用をかけたくないという理由で辞退した。。 
2007年夏、マーベル・スタジオは、ダールの降板によりレクシー・アレキサンダーが監督を務め、トーマス・ジェーンに代わって俳優のレイ・スティーヴンソンがパニッシャーを演じることを発表した。その後、『パニッシャー2』は『パニッシャー: ウォー・ゾーン』となり、2004年の映画とは無関係の「パニッシャー」映画シリーズのリブート作品となった。このリブート版は2008年12月5日に公開された。

### 短編映画
2012年7月、サンディエゴ・コミコン・インターナショナルでプレミア上映された、非公式短編映画『The Punisher: Dirty Laundry』で、ジェーンはフランク・キャッスル役を再び演じた。この10分間の映画には、ロン・パールマンも出演している。